# 부드러운털쥐
부드러운털쥐 또는 부드러운털메타드(Millardia meltada)는 쥐과에 속하는 설치류의 일종이다. 중앙아시아의 토착종이다.

## 특징
머리부터 몸까지 길이는 13~16cm, 꼬리 길이는 12~14cm이다. 등 쪽은 누르스름한 색부터 갈색빛 회색까지 띠며 하체는 희끄무레하다. 꼬리는 털이 없으며, 윗면은 갈색이고 아랫면은 연한 색을 띠다. 배 쪽은 짧고 섬세하며 무성한 털이 덮여 있다. 짧은 수염이 많이 나 있다. 수컷이 좀더 크다.

## 분포 및 서식지
방글라데시와 인도, 네팔, 파키스탄, 스리랑카의 해수면부터 해발 2670m 사이에서 발견된다. 열대와 아열대 숲, 초원에서 살고, 관개 농경지와 기타 경작지 지역에서도 서식한다.